# المجلة العربية للأرشيف والتوثيق والمعلومات
المجلة العربية للأرشيف والتوثيق والمعلومات هي مجلة محكمة متخصصة في علوم المكتبات والأرشيف والتوثيق والمعلومات تصدر بتونس منذ عام 1997 عن مؤسسة التميمي للبحث العلمي والمعلومات. وهي تصدر في عددين مزدوجين كل سنة. أسسها الجامعي الأستاذ عبد الجليل التميمي ولها هيئة استشارية تضم الأساتذة: محمد فتحي عبد الهادي (مصر) ونزهة ابن الخياط (المغرب) ووحيد قدورة ومحمد ضيف الله (تونس) وبرونو دلماس (فرنسا)

عنوان المجلة بالفرنسية كما يبدو على غلاف عددها الأول لعام 1997

عنوان المجلة بالعربية كما يبدو على غلاف عددها الأول لعام 1997